# Revistas grossas
Na história do jornalismo na Rússia, jornal grosso ou revista grossa ( em russo:  толстый журнал  </link></link> , tolsty zhurnal ) era um tipo de revista literária, considerada uma tradição importante originada no Império Russo, continuada durante os tempos da União Soviética e na Rússia moderna.    O nome vem do seu formato: uma edição típica do século XIX de um "jornal grosso" tinha de 300 a 500 páginas e aparecia várias vezes ao ano.
Volumes geralmente contém diversas publicações literárias (contos, romances seriados, drama, poesia, etc., incluindo traduções) e jornalismo (crítica de literatura, artes, música, resenhas e ensaios políticos e sociais, calendários e resenhas de eventos atuais, etc.). Revistas grossas eram instituições culturais, consideradas os lugares onde reputações eram formadas. 
No final do Império Russo, as revistas grossas foram um importante veículo de propagação da cultura através das vastas extensões do país, bem como um importante componente da vida cultural dos emigrantes russos.   Exemplos notáveis de "jornais grossos" iniciais incluem Вестник Европы, «Московский телеграф», «Телескоп», «Библиотека для чтения», «Современник», «Отечественны e записки», «Мир божий», «Жизнь», «Образование», «Современная жизнь». 

## História

### Origens
O jornal grosso, geralmente distribuído uma vez por mês, foi originalmente um fenômeno do Iluminismo da Europa Ocidental, um meio de circular ideias para um público pequeno e educado. No século XIX, com a concorrência de jornais e revistas diários que ofereciam entretenimento e informação para um público mais amplo, a sua influência diminuiu. 

### Rússia Imperial, 1755 - 1917
O primeiro periódico russo independente foi Ezhemesiachnye sochineniya, k pol'ze i uveseleniyu sluzhashchie (Escritos mensais com propósito e prazer; 1755–1797), editado por Gerhard Friedrich Mueller, da Academia de Ciências de São Petersburgo . Inspirado pelos princípios do Iluminismo europeu, foi seguido por um número cada vez maior de empreendimentos semelhantes sobre diferentes assuntos, incluindo literatura. 
Muitos autores famosos criaram suas próprias Revistas Grossas. Aleksandr Pushkin lançou o Sovremennik (o contemporâneo), que se tornou um famoso veículo liberal e durou 30 anos, de 1836 a 1866. Nikolai Karamzin criou o Moskovskii Zhurnal (Diário de Moscou; 1791–1792), Dostoiévski lançou dois periódicos diferentes, chamados Epokha (Época) e Vremya (Tempo).
Vários outros periódicos foram lançados após as reformas de 1861, que relaxaram a censura no Império Russo. Alguns dos periódicos mais influentes da época foram Russkii vestnik (Mensageiro Russo), no qual Ivan Turgenev, Leo Tolstoy e Fyodor Dostoyevsky publicaram obras importantes, e Russkaia mysl' (Pensamento Russo ; 1880–1900), no qual Vladimir Korolenko, Nikolai Leskov e Anton Chekhov contribuíram. 

### Rússia Soviética, 1917 - 1989
Perto do fim do Período Imperial, as Revistas Grossas pareciam estar perdendo popularidade, refletindo o que havia acontecido na Europa Ocidental. No entanto, foram reavivados pelos bolcheviques, que tinham assumido o controlo da imprensa e que necessitavam de um novo fórum autoritário.  Muitas publicações importantes foram lançadas nas décadas de 20 e 30, Novyi Mir (1925-), Oktiabr (revista) (1925-), Znamia (jornal) (1931-), todas com sede em Moscou, Zvezda (revista) (1924-), com sede em Leningrado, Sibirskie ogni (1922-), com sede em Novosibirsk, Don (1925-), com sede em Rostov-on-Don 1925, e Zvezda Vostoka (1932-), baseado em Tashkent.
As Revistas Grossas eram criadores de tendências e ícones culturais, que podiam iniciar carreiras literárias e encerrá-las.  Em 1948, uma campanha de jdanovismo foi dirigida contra os jornais grossos Zvezda (revista) e Leningrado, por terem publicado obras de Anna Akhmatova e Mikhail Zoshchenko . Durante as décadas de 50 e 60, algumas dessas revistas tiveram grande influência, publicando alguns dos livros mais emblemáticos do período. Novy Mir publicou Não Só de Pão, de Dudintsev, e Um dia na vida de Ivan Denisovich, de Aleksandr Solzhenitsyn . A sua influência cultural foi tão grande que a historiadora Cecile Vaissie afirmou que sem o seu editor-chefe, Aleksandr Tvardovsky, os anos 60 não teriam acontecido.  O Novyi Mir tornou-se tão associado à intelectualidade liberal que recebeu centenas de cartas de leitores não apenas em resposta à sua publicação, mas também sobre questões de direitos humanos, como o caso Pasternak, quando publicou Doutor Jivago (romance) fora da URSS e foi expulso do país por isso, e o julgamento Sinyavsky-Daniel, considerado o evento que pôs fim ao degelo de Khrushchev.
Outros clássicos do período também foram publicados em revistas grossas antes de aparecerem como livros, como O Mestre e Margarita, de Mikhail Bulgakov, publicado pelo jornal Moskva .